# Acido cloroso
L'acido cloroso è un ossiacido del cloro trivalente e allo stato di ossidazione +3, avente formula molecolare HClO2 e formula semistrutturale  HO−Cl=O. L'anione ClO2− derivante dalla sua dissociazione (base coniugata) viene detto clorito, nome che si applica anche ai suoi sali, i cloriti.
Tra gli acidi alogenosi HXO2 questo è l'unico noto ed è anche il meno stabile tra gli ossiacidi del cloro. Come accade anche per l'acido clorico e l'acido ipocloroso, non è noto allo stato puro ma solo nelle sue soluzioni acquose, nelle quali non può essere concentrato abbastanza senza decomposizione.
Sebbene si comporti da acido debole (pKa = 1,97), è tuttavia più di cinque ordini di grandezza più forte dell'acido ipocloroso (pKa = 7,54).
È un ossidante molto forte e, specialmente in ambiente acido, è il più ossidante degli ossiacidi del cloro [E°(HClO2 / Cl2) = 1,66 V], proprietà questa che è più attenuata per i suoi sali, i cloriti, a pH vicino alla neutralità. Questi ultimi sono utilizzati nella produzione industriale del biossido di cloro.
Tende a dismutare secondo la seguente reazione, e questo lo rende un prodotto non disponibile commercialmente:
{\displaystyle {\ce {2HClO2 + H2O -> ClO3- + HClO + H3O+}}}

## Sintesi
Soluzioni acquose diluite di acido cloroso libere da altri ioni metallici possono essere ottenute dalla reazione tra il clorito di bario e acido solforico diluito sfruttando il fatto che il solfato di bario che si ottiene è insolubile e precipita:
{\displaystyle {\ce {Ba(ClO2)2 + H2SO4 -> BaSO4 + 2HClO2}}}

## Applicazioni
I sali di questo acido vengono sintetizzati dal biossido di cloro, e non direttamente dall'acido. Per il clorito di sodio, che è importante commercialmente, una via consiste nel far assorbire biossido di cloro in una soluzione acquosa fortemente alcalina di perossido di idrogeno:
2 ClO2 (g) + 2 NaOH (aq) + H2O2 (aq)   →   2 NaClO2 (aq) + 2 H2O (l) + O2 (g)
La sua pericolosità nello stoccaggio e la facilità di decomposizione fa sì che l'acido cloroso non abbia applicazioni al di fuori del laboratorio.